# Cirrostratus

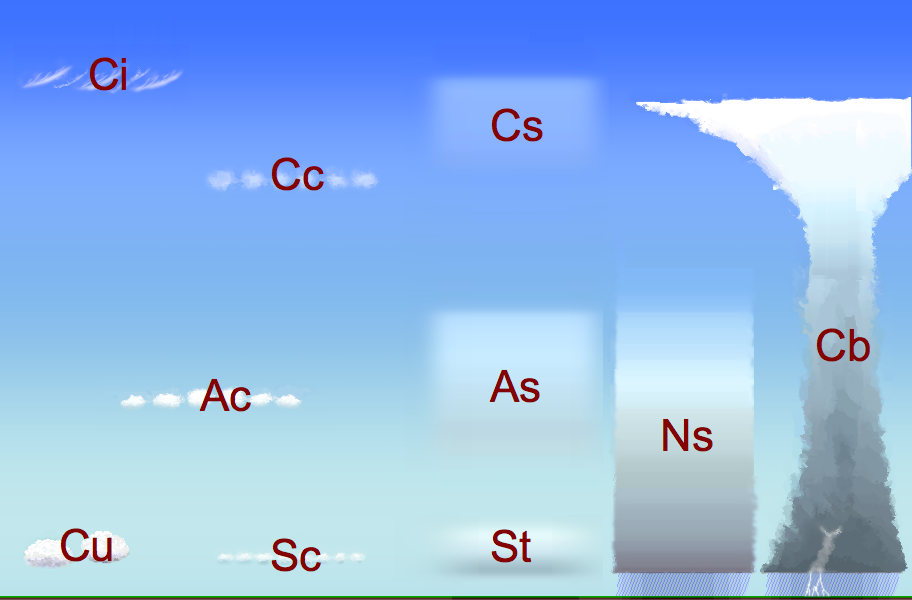
Mapa das nuvens. Nuvem Cirrostratus são abreviadas como CS.

Cirrostratus ou cirro-estratos são nuvens altas (entre 6000 e 10000 metros) com a aparência de um véu muito fino, esbranquiçado e transparente, de algumas centenas de metros de espessura, que pode chegar a cobrir o céu todo. Desenvolvem-se a partir dos cirrus e também são formados por cristais de gelo.
Formam-se em massas de ar estável, quando a umidade é baixa e a temperatura é relativamente elevada. Quando são seguidos de nuvens médias, anunciam muitas vezes, com 1 ou 2 dias de antecedência, uma tempestade que se aproxima. Por vezes são quase imperceptíveis e revelam-se apenas por um halo (fotometeoro) em volta da Lua ou do Sol, resultante da refracção da luz nos cristais de gelo. 
O halo mais comum de se observar é um anel de luz a 22º da Lua ou do Sol que se deve a duas refracções consecutivas da luz ao entrar e ao sair dos cristais hexagonais de gelo com diâmetros inferiores a 20,5 mícron (o ângulo do halo depende do diâmetro dos cristais). 

## Tipos
Tipos de nuvens Cirrostratus:
- Cirrostratus fibratus
- Cirrostratus nebulosus
- Cirrostratus undulatus
- Cirrostratus duplicatus

## Fotos

Cs com 22°
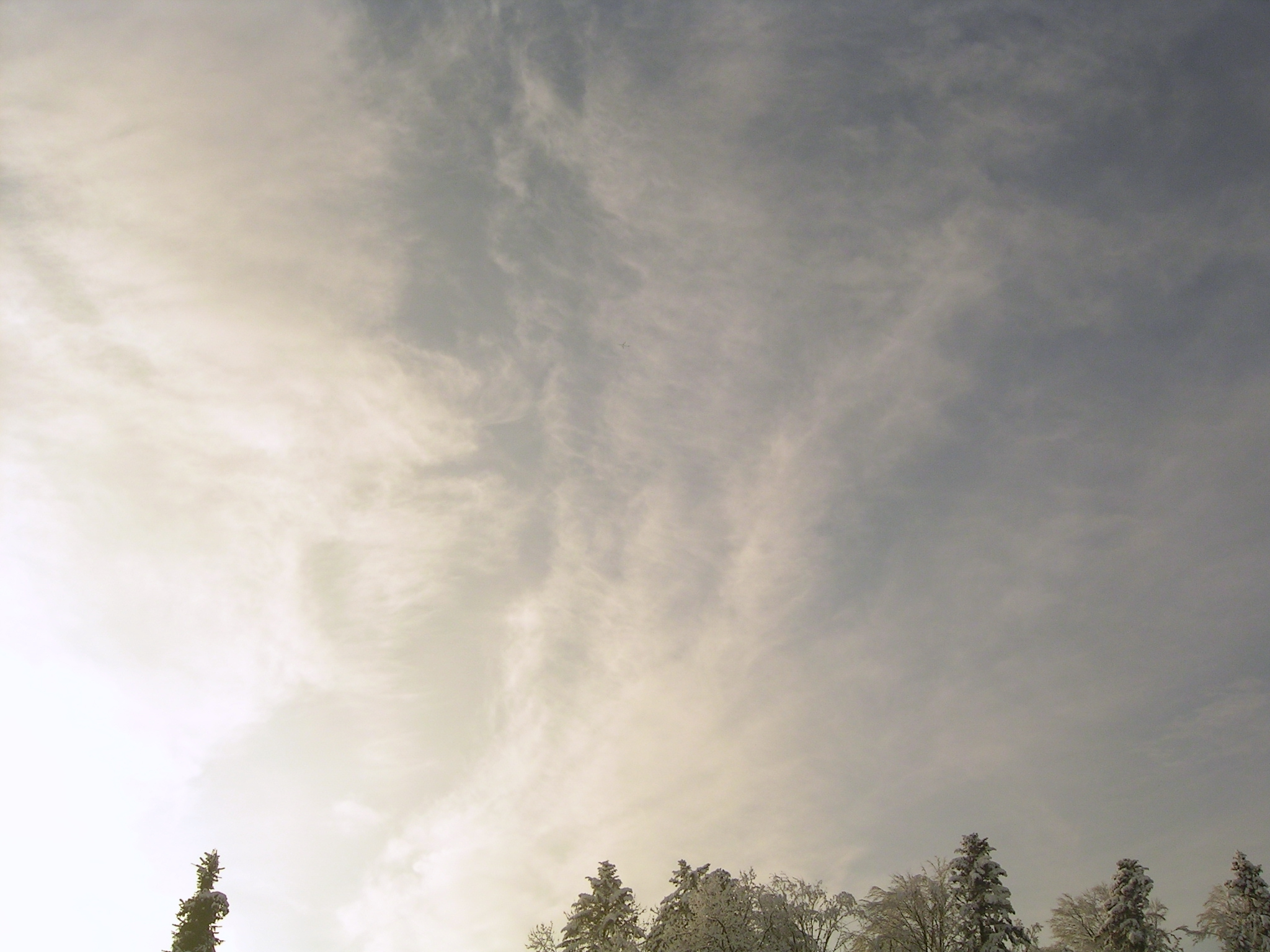
Cs acima 45°
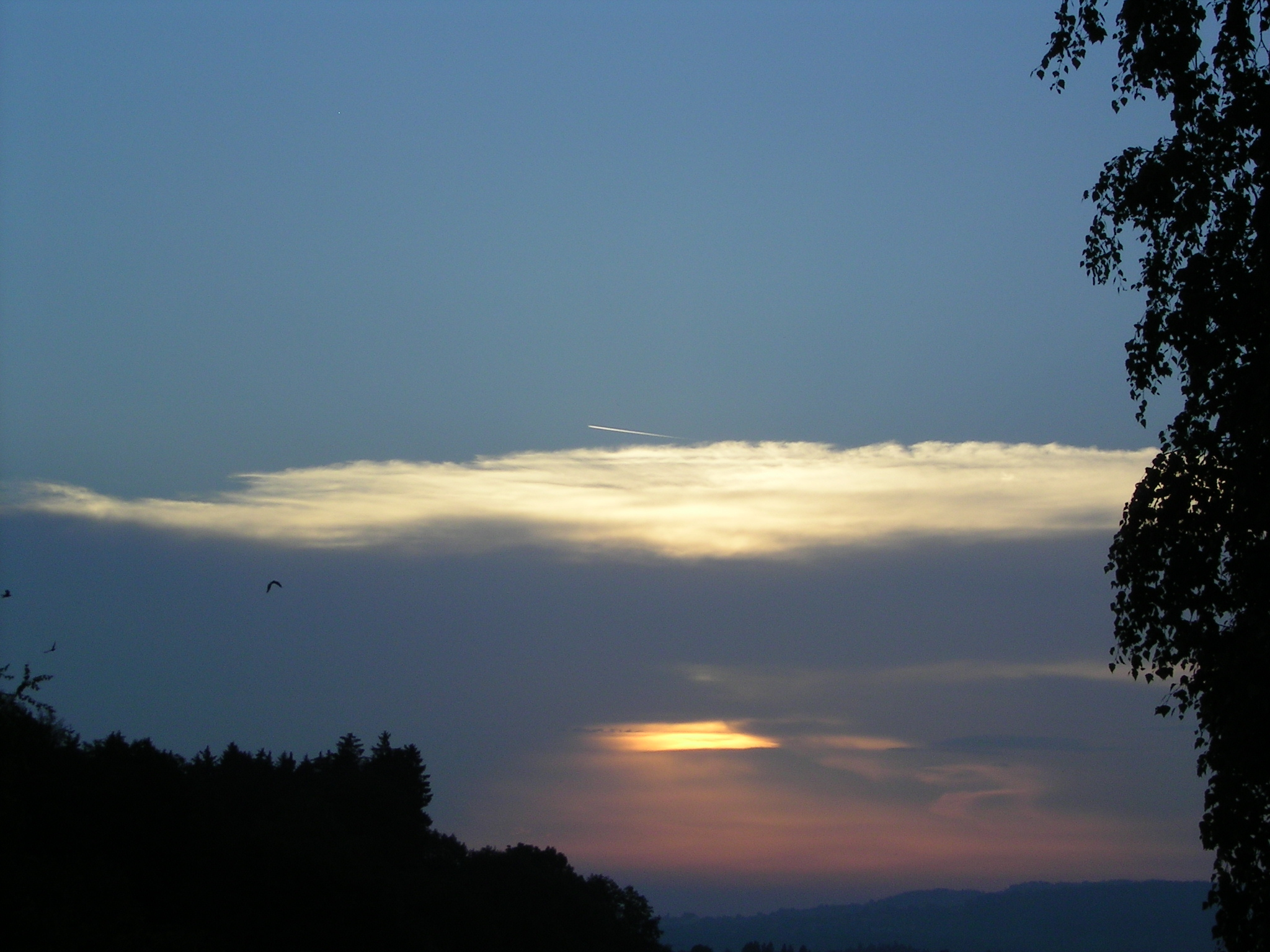
Cirrostratus, abaixo de 45°
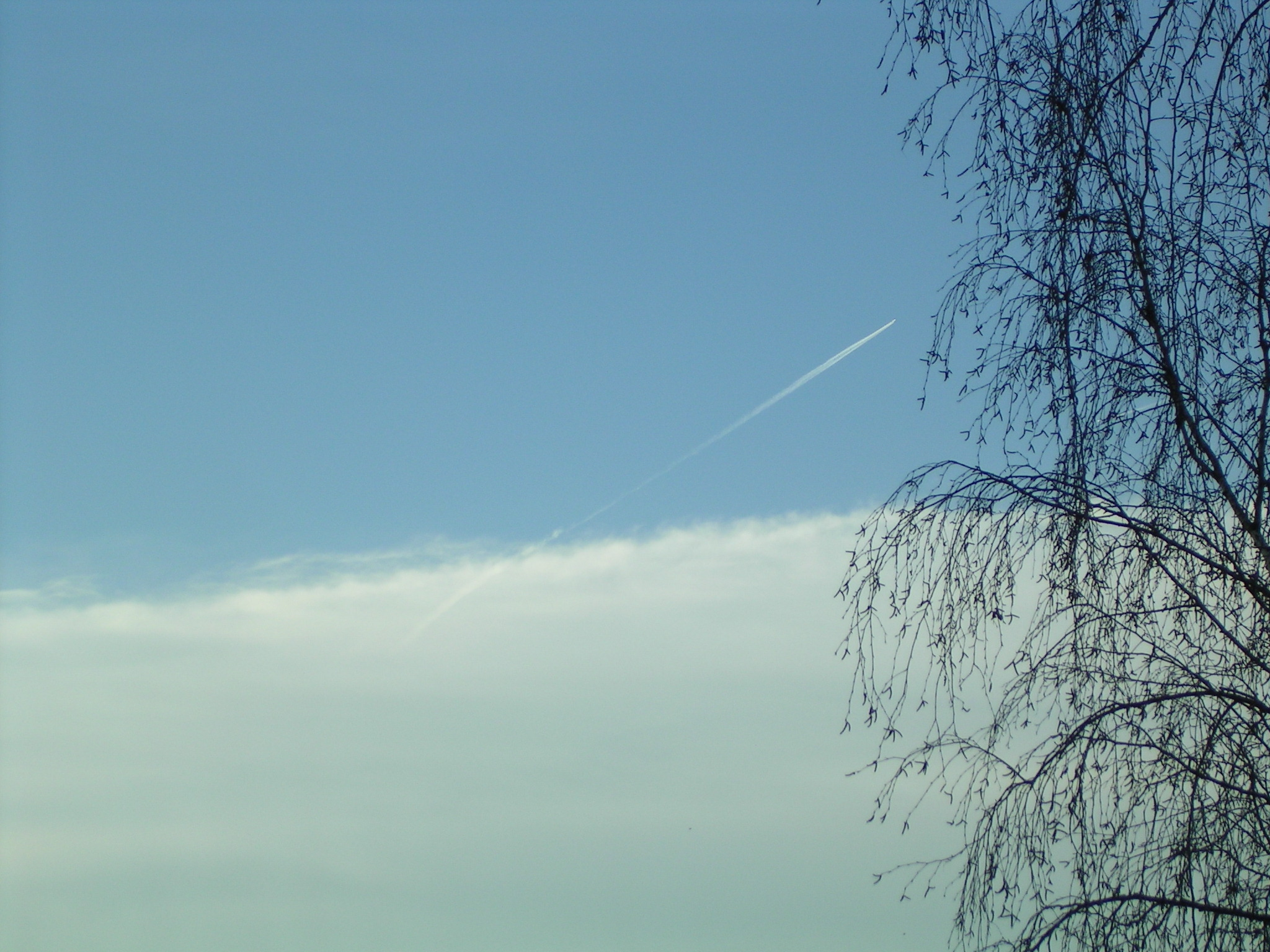
Cirrostratus, abaixo 45°
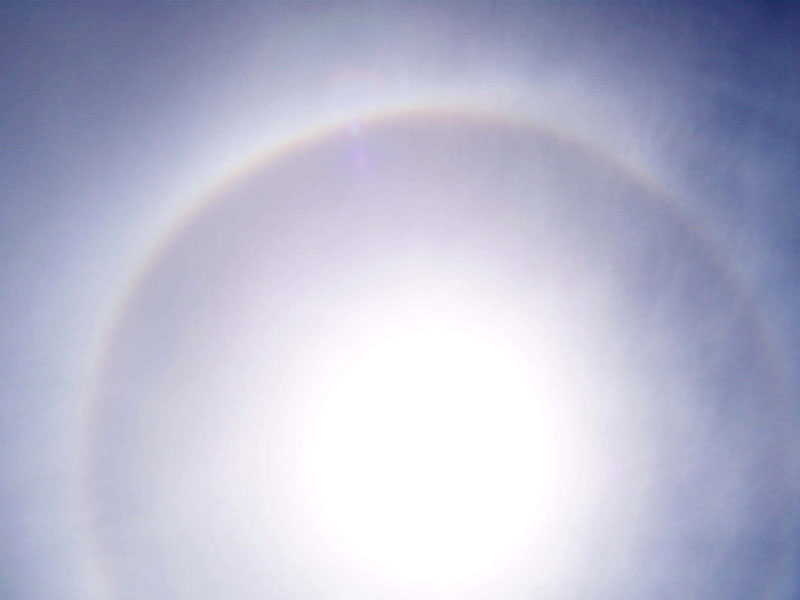
Cirrostratus com halo
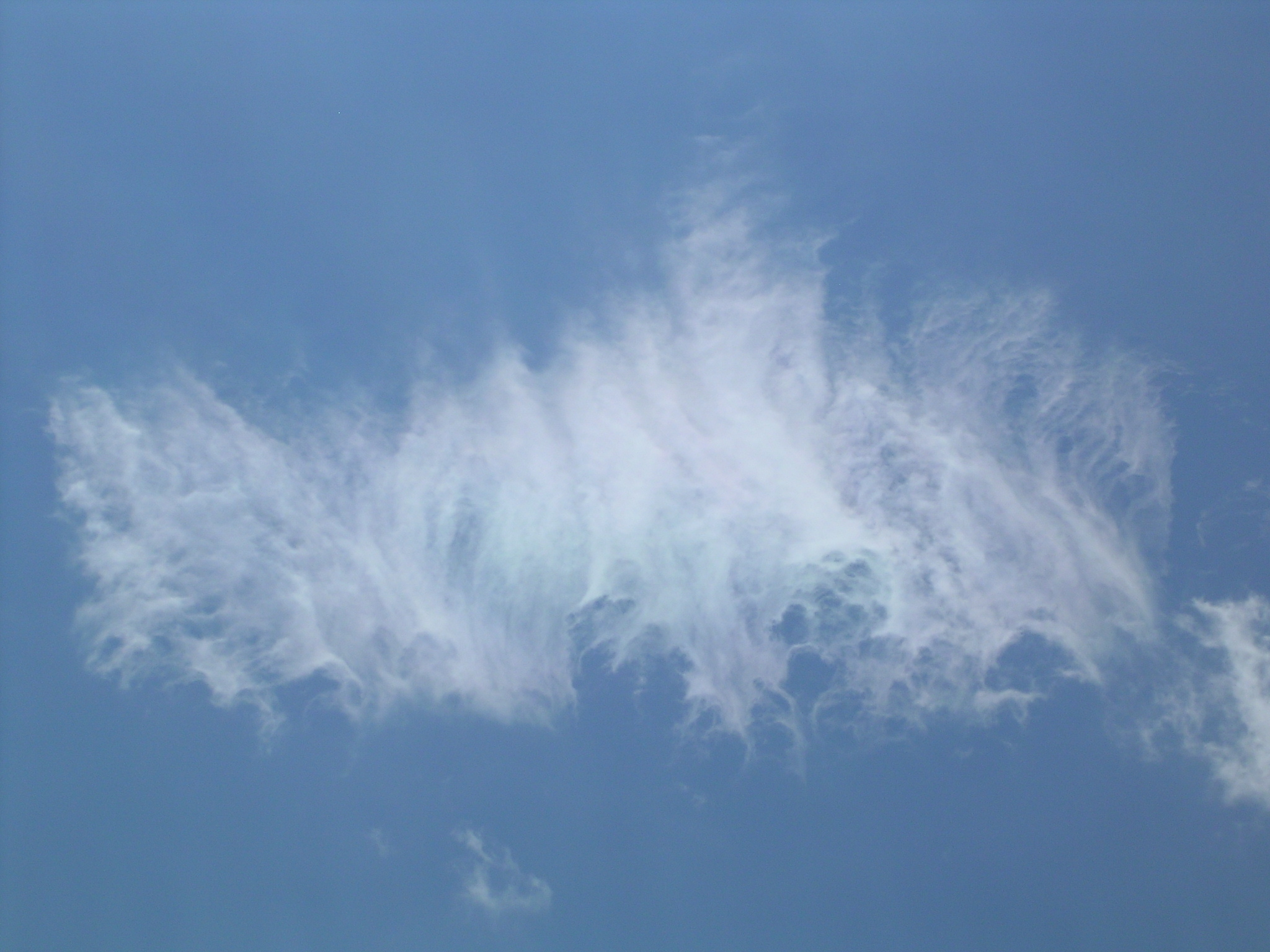
Cirrostratus